# Каштан кінський (Одеса, вул. Гаванна, 4)
Кашта́н кі́нський — ботанічна пам'ятка природи місцевого значення в Україні. Об'єкт природно-заповідного фонду Одеської області.  
Розташований у місті Одеса, на території Одеського історико-краєзнавчого музею, за адресою: вулиця Гаванна, 4. 
Площа — 0,015 га. Статус отриманий у 1983 році. Перебуває у віданні комунального підприємства «Міськзелентрест». 
Статус надано для збереження декоративного дерева — каштану кінського (Aesculus hippocastanum).